# Жеребцов, Виталий Сергеевич
Виталий Сергеевич Жеребцов (укр. Віталій Сергійович Жеребцов; 22 мая 1988, Киев, СССР) — украинский футболист, нападающий.

## Биография

### Клубная карьера
В ДЮФЛ выступал за киевские «Динамо», «Локомотив-МСМ-ОМИКС», «Смена-Оболонь», «Отрадный». Профессиональную карьеру начал в клубе «Харьков-2». В основном составе «Харькова» дебютировал 23 мая 2009 года в матче против днепропетровского «Днепра» (4:1), Жеребцов вышел на 64 минуте вместо Евгения Ушакова. В основном выступал за дубль где сыграл 76 матчей и забил 17 голов. В основном выступал за дубль где сыграл 64 матча и забил 11 голов. В сезоне 2008/09 «Харьков» занял последние место в Премьер-лиге и вылетел в Первую лигу.

### Карьера в сборной
В молодёжную сборную Украины до 21 года впервые был вызван Владимиром Мунтяном в марте 2008 года на товарищеский матч против сборной Норвегии. В молодёжке дебютировал 26 марта 2008 года в матче против Норвегии (1:0), Жеребцов вышел на 65 минуте вместо Вадима Шаврина. Также провёл 2 матча против Германии (4:0) и Беларуси (0:0).